# Власова, Зоя Алексеевна
Зоя Алексеевна Власова (15 октября 1910 — 22 января 1991) — передовик советского сельского хозяйства, доярка подсобного хозяйства «Черевково» Министерства внутренних дел СССР, Красноборский район Архангельской области, Герой Социалистического Труда (1952).

## Биография
Родилась 15 октября 1910 году в деревне Глебовская Сольвычегодского уезда Вологодской губернии, ныне село Черевково Красноборского района архангельской области, в русской крестьянской семье. С 1934 года работала в сельском хозяйстве, трудилась всю свою жизнь на животноводческой ферме в Черевково, дояркой. Благодаря своей усидчивости и профессионализму смогла добиться высоких производственных результатов и стала мастером своего дела.
В 1951 году она смогла ручным трудом получить от восьми коров закреплённых за ней по 5906 килограмм молока с содержанием 211 килограмм молочного жира в среднем на одну единицу крупного рогатого скота за год.
За достижение высоких показателей в животноводстве в 1951 году при выполнении подсобным хозяйством плана сдачи государству сельскохозяйственной продукции и за выполнение годового плана прироста поголовья по каждому виду продуктивного скота и птицы, Указом Президиума Верховного Совета СССР от 21 июля 1952 года Зое Алексеевне Власовой было присвоено звание Героя Социалистического Труда с вручением ордена Ленина и золотой медали «Серп и Молот».
В дальнейшем продолжала получать высокие надои от закреплённых коров. Неоднократно принимала участие во Всесоюзных выставках достижений народного хозяйства, завоёвывала медали. В 1965 году вышла на заслуженный отдых.
Проживала в селе Черевково в Красноборском районе Архангельской области. Умерла 22 января 1991 года. Похоронена на сельском кладбище.

## Награды
За трудовые успехи удостоена:
- золотая звезда «Серп и Молот» (21.07.1952),
- орден Ленина (21.07.1952),
- другие медали.
- Почётный гражданин Красноборского района Архангельской области (12.06.1980).